# Hilinakhe
Hilinakhe is een bestuurslaag in het regentschap Gunungsitoli van de provincie Noord-Sumatra, Indonesië. Hilinakhe telt 476 inwoners (volkstelling 2010).